# Eerikki Koivu
Eerikki Koivu (* 29. Dezember 1979 in Kokkola) ist ein norwegisch-finnischer Eishockeyspieler, der seit 2010 bei Lørenskog IK in der norwegischen GET-ligaen auf der Position des Verteidigers spielt.

## Karriere
Koivu spielte während seiner Juniorenzeit bei Hermes Kokkola, dem Klub seiner Geburtsstadt. In der Mitte der 1990er Jahre folgte der Wechsel in die Jugendabteilung von Diskos Jyväskylä, über die er 1994 zu JYP Jyväskylä gelangte. Dort durchlief der Verteidiger die B- und A-Junioren, mit denen er 1997 den Gewinn der finnischen A-Juniorenmeisterschaft feiern konnte.
Nach der Ernennung zum Seniorenspieler zog es den gebürtigen Finnen im Jahr 2000 ins Ausland. Er verbrachte ein Jahr bei der ASG Angers in der französischen Ligue Magnus. Nachdem er 2001 für ein Jahr zu Diskos Jyväskylä in die zweitklassige Mestis zurückgekehrt war, lief er ein weiteres Jahr für Angers auf. Ab 2003 folgte zwei einjährige Engagements bei den finnischen Klubs Hermes Kokkola und Hokki Kajaani in der Mestis. Dort wurde sein Ex-Klub JYP wieder auf ihn aufmerksam, der ihn noch vor Ende der Saison 2004/05 verpflichtete. Zwei weitere Jahre spielte Koivu dort in der SM-liiga. Im Jahr 2007 zog es ihn erneut ins Ausland und wechselte zu den Storhamar Dragons in die norwegische GET-ligaen. Mit Storhamar feierte er im Frühjahr 2008 den Gewinn der Norwegischen Meisterschaft. Nach drei Jahren bei den Dragons wechselte er 2010 schließlich zum Ligakonkurrenten Lørenskog IK.

### International
Koivu wurde nach seiner Einbürgerung erstmals für die Weltmeisterschaft 2011 in der Slowakei in die norwegische Nationalmannschaft berufen.

## Erfolge und Auszeichnungen
- 1997 Finnischer A-Junioren-Meister mit JYP Jyväskylä
- 2008 Norwegischer Meister mit den Storhamar Dragons

## Statistik
(Stand: Ende der Saison 2010/11)